# تانک شهر-۱
تانک شهر-۱ (به انگلیسی: Tank City-I) یک منطقهٔ مسکونی در پاکستان است که در خیبر پختونخوا واقع شده‌است.